# Халкаджар (район Рудаки)
Халкаджар (тадж. Ҳалқаҷар) — село в районе Рудаки Республики Таджикистан. Входит в состав джамоата (сельской общины) Гулистон района Рудаки.
Находится недалеко от г. Душанбе, на расстоянии 18 км от райцентра (пгт. Сомониён) и 3 км от центра общины (село Гулистон).
Население — 3749 чел. (2017).
В 1932 в кишлаке Халка-джар джамсовета Гулистан Сталинабадского района проживало 451 человек в 129 хозяйствах (узбеки).